# Biser Point
Der Biser Point (englisch; bulgarisch нос Бисер nos Bisser) ist eine Landspitze im Nordwesten der Welingrad-Halbinsel an der Graham-Küste des Grahamlands auf der Antarktischen Halbinsel. Sie bildet die Ostseite der Einfahrt zur Dimitrov Cove und liegt nördlich der Einmündung des Rusalka-Gletschers, 3,91 km westsüdwestlich des Loqui Point, 7,7 km nordwestlich des Mount Paulcke und 6,8 km ostnordöstlich des Pripek Point.
Britische Wissenschaftler kartierten sie 1971. Die bulgarische Kommission für Antarktische Geographische Namen benannte sie 2010 nach der Ortschaft Biser im Süden Bulgariens.